# Abesszin petymeg
Az abesszin petymeg (Genetta abyssinica) vagy etióp petymeg az emlősök (Mammalia) osztályába, a ragadozók (Carnivora) rendjébe, a macskaalkatúak (Feliformia) alrendjébe és a cibetmacskafélék (Viverridae) családjába tartozó petymegek (Genetta) nemének egyik faja.

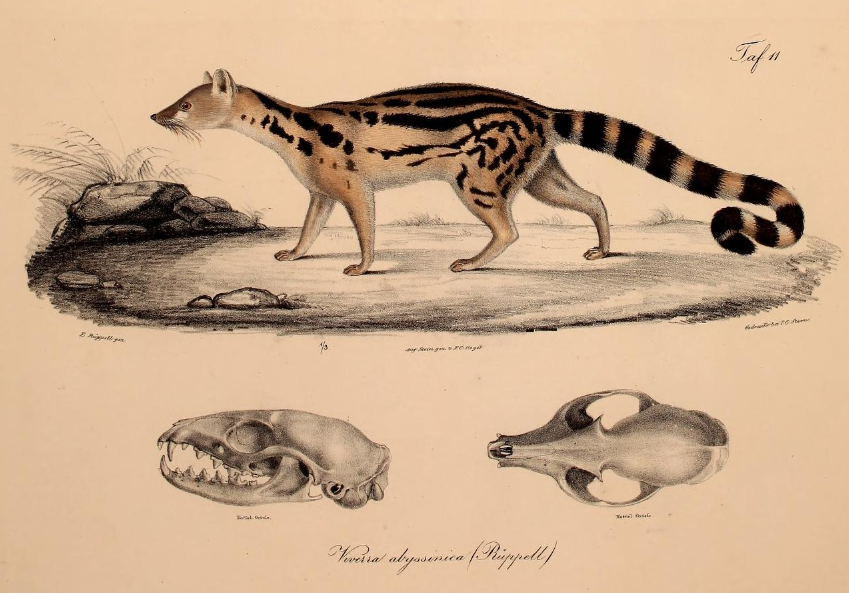
Eduard Rüppell illusztrációja

Időnként korábban a fakó petymeggel (Genetta thierryi) együtt a többi petymeghez képest külön Pseudogenetta nembe sorolták. Kevesebb mint 20 múzeumi példányról, kis számú közvetlen megfigyelésről és néhány piacokon eladott bőrről ismert.

## Jellemzői
Az abesszin petymeg testhossza fejtől törzsig 40,8-43 centiméter, farokhossza 38-40,3 centiméter, tömege 1,3-2 kilogramm között változik. Szőrzete rövid és puha, alapszíne krémfehértől sárgáig terjed, a hason halványszürke. Síkvidéken az állatok színe világosabb és halványabb, mint az elterjedési terület magasföldön élő állatai. A háti foltok megnyúltak és öt csíkká olvadnak, az alsó oldal foltjai szintén megnyúltak, és foltok helyett inkább csíkokat alkotnak. A jól fejlett nyakcsíkok a nyakon két sötét vonalba olvadnak össze, a gerinc mentén lévő sötét vonal pedig jól látható, és világos vonal töri meg; a test középvonala menti szőrszálak nem alkotnak tarajt. A farkon lévő 7-9 világos gyűrűt sötét gyűrűk szakítják meg, a vége fekete. A lábak világosszürkék, sötét foltokkal, a lábfejek folttalanok. Az arc is tisztán kirajzolódik, a pofa területén jól fejlett sötét maszk és egy szürke vonal, valamint a szem felett és alatt fehér foltok láthatók.

## Elterjedése, élőhelye
Az abesszin petymeg elterjedési területe Etiópia egyes részeire és a szomszédos országokra korlátozódik, ezek közül Észak-Szomáliában, Eritreában, Dzsibutiban és Délkelet-Szudánban fordul elő. Az elterjedési terület körülbelül 500 ezer négyzetkilométeres.
A faj élőhelyei nagyon különbözőek. Előfordul hegyvidéki száraz erdőkben, amelyek növényzetében a cserjés hanga (Erica arborea), a Hypericum revolutum és az abesszin rózsa (Rosa abyssinica) dominálnak. Ezenkívül él hegyvidéki mocsárvidékeken és füves pusztákon, valamint az alföldi sztyeppi és félsivatagos területeken; 3750 méteres magasságig fordul elő. Haltenorth és Diller kijelentése szerint az abesszin petymeg néha városi környezetek közelében is előfordul, ám ezen állítás eredeti alapját nem adták meg, és ennek oka lehet a közönséges petymeggel (Genetta genetta) való összetévesztés és/vagy a piaci eladók téves feltételezései.

## Életmódja
A faj elsősorban éjszakai életmódú, nappal ritkán figyelhető meg. A nappali aktivitás feltételezhetően regionális alkalmazkodást jelent egyes felvidéki rágcsálók nappali életmódjához. Valószínűleg elsősorban magányosan él.
Mint a többi petymeg, ezen faj is elsősorban kis gerincesekkel, különösen rágcsálókkal táplálkozik, ezt az étrendet rovarokkal és gyümölcsökkel egészíti ki. Az ürülék vizsgálatából kiderült, hogy a rovarok és a gyümölcsök aránya az alföldön magasabb, mint a hegyvidéken.

## Természetvédelmi helyzete
Az abesszin petymeget a Természetvédelmi Világszövetség (IUCN) korábban nem fenyegetett fajként sorolta be, jelenleg adathiányosnak tekintik. Ennek oka, hogy kevés aktuális információ áll rendelkezésre a faj populációinak állapotáról és tendenciáiról, pontos elterjedési területéről vagy lehetséges fenyegetésekről. Bár példányokat korábban már gyűjtöttek vagy észleltek különböző élőhelyeken és széles magassági tartományban a becsült nagy elterjedési területen belül, egyes jelentések szerint nagyon ritka. Ha a faj valóban elterjedtebb a jelenleg ismertnél, indokolt lehet a nem fenyegetetté nyilvánítás. Emiatt sürgősen szükség van felmérésekre annak érdekében, hogy egyértelműen megállapítsák ezen faj elterjedési területét, lehetséges (mikro)élőhely-preferenciáit és a rá való fenyegetéseket.
A fajt fenyegető fő veszélyeket nem tisztázták. Az akáciapopulációk és a tövises erdők csökkenése miatti élőhelyvesztést, valamint a faj elterjedési területén az állatállományok növekvő nyomását is megemlítik. Nem ismert, hogy napjainkban még értékesítik-e a bőrét, ha igen, a kereskedelem mennyisége és földrajzi eloszlása ugyanilyen ismeretlen lenne. Az abesszin petymeg természetrajza túl kevéssé ismert ahhoz, hogy azonosítani lehessen, mely egyéb potenciális fenyegetések érinthetik. Feltételezhető, hogy mindössze három nemzeti park támogatja a populációit; ezek a Yangudi-Rassa, az Awash és a Simien-hegység, bár a kevéssé ismert természetrajz miatt ez az értékelés nem lehet megbízható. Így sürgősen további felmérési munkákra van szükség a faj elterjedési területének, élőhely-szükségleteinek és populációi állapotának, valamint fenyegetettségének jobb megértése érdekében, hogy esetleges védelmi szükségleteit meg lehessen határozni.

## Fordítás
Ez a szócikk részben vagy egészben  a(z)   Äthiopische Ginsterkatze című német Wikipédia-szócikk ezen változatának fordításán alapul.  Az eredeti cikk szerkesztőit annak laptörténete sorolja fel. Ez a jelzés csupán a megfogalmazás eredetét és a szerzői jogokat jelzi, nem szolgál a cikkben szereplő információk forrásmegjelöléseként.